# Sanluri
Sanluriⓘ (wym. [sanˈluri], pol. uproszczona: sanluri) – miejscowość i gmina we Włoszech, w regionie Sardynia, w prowincji Sud Sardynia.
Według danych na rok 2004 gminę zamieszkiwało 8451 osób, 100,6 os./km². Graniczy z Furtei, Lunamatrona, Samassi, San Gavino Monreale, Sardara, Serramanna, Serrenti, Villacidro, Villamar i Villanovaforru.